# Scincinae
Scincinae — підродина ящірок, яка містить 33 роди, а роди містять разом 284 види, які зазвичай називають сцинками. Систематика іноді викликає суперечки. Ймовірно, група парафілетична.

## Роди
Підродина Scincinae містить наступні 35 родів, з яких сім є монотипними.
- Amphiglossus A.M.C. Duméril & Bibron, 1839 (2 види)
- Ateuchosaurus Gray, 1845 (2 види)
- Barkudia Annandale, 1917 (2 види)
- Brachymeles A.M.C. Duméril & Bibron, 1839 (42 види)
- Brachyseps Erens, Miralles, Glaw, Chatrou, & Vences, 2016 (8 види)
- Chalcides Laurenti, 1768 (32и вид)
- Chalcidoceps Boulenger, 1887 (монотипний)
- Eumeces Wiegmann, 1834 (6 видів)
- Eurylepis Blyth, 1854 (2 види)
- Feylinia Gray, 1845 (6 видів)
- Flexiseps Erens, Miralles, Glaw, Chatrou, & Vences, 2016 (15 видів)
- Gongylomorphus Fitzinger, 1843 (монотипний)
- Grandidierina Mocquard, 1894 (4 види)
- Hakaria Steindachner, 1899 (монотипний)
- Janetaescincus Greer, 1970 (2 види)
- Jarujinia Chan-ard, Makchai & Cota, 2011 (монотипний)
- Madascincus Brygoo, 1982 (12 видів)
- Melanoseps Boulenger, 1887 (8 видів)
- Mesoscincus Griffith, Ngo & Murphy, 2000 (3 види)
- Nessia Gray, 1839 (9 видів)
- Ophiomorus A.M.C. Duméril & Bibron, 1839 (12 видів)
- Pamelaescincus Greer, 1970 (монотипний)
- Paracontias Mocquard, 1894 (14 видів)
- Plestiodon A.M.C. Duméril & Bibron, 1839 (50 видів)
- Proscelotes de Witte & Laurent, 1943 (3 видів)
- Pseudoacontias Bocage, 1889 (4 види)
- Pygomeles Grandidier, 1867 (3 види)
- Scelotes Fitzinger, 1826 (22 види)
- Scincopus W. Peters, 1864 (монотипний)
- Scincus Laurenti, 1768 (5 видів)
- Scolecoseps Loveridge, 1920 (4 види)
- Sepsina Bocage, 1866 (5 видів)
- Sepsophis Beddome, 1870 (монотипний)
- Typhlacontias Bocage, 1873 (7 видів)
- Voeltzkowia Boettger, 1893 (3 види)